# Punyab Occidental
Punyab Occidental (en árabe: مشرقی پنجاب‎) fue una provincia de Pakistán desde 1947 hasta 1955. La provincia cubría un área de 205 344 km², incluyendo gran parte del actual Punyab y el Territorio Capital de Islamabad, pero excluyendo al antiguo estado principesco de Bahawalpur. La capital era la ciudad de Lahore y la provincia estaba compuesta por cuatro divisiones (Lahore, Sargodha, Multán y Rawalpindi). La provincia estaba rodeada por los estados indios de Punyab Oriental y Jammu y Cachemira al este, el estado principesco de Bahawalpur al sur, las provincias de Baluchistán y Sind al suroeste, Jaiber Pastunjuá al noroeste y Azad Cachemira al noreste.

## Historia
El censo del Raj británico de 1941, establecía que la zona tenía un 75% de musulmanes, 13,7% de hindúes, 8,8% de sijs y un 2,25% de cristianos.
La independencia de Pakistán en agosto de 1947 condujo a la división de la provincia de Punyab de la India británica en dos nuevas provincias. El Punyab Oriental, en gran parte sij e hindú, se convirtió en parte de la nueva nación de la Unión de la India, mientras que el Punyab Occidental, en su mayoría musulmán, se convirtió en parte de la nueva nación del Dominio de Pakistán. El nombre de la provincia se acortó a Punyab en 1950. Punyab Occidental se fusionó con la provincia de Pakistán Occidental en 1955 bajo la política de Una Unidad anunciada por el primer ministro Chaudhry Muhammad Ali. Cuando esa provincia se disolvió, el área de la antigua provincia de Punyab Occidental se combinó con el antiguo estado de Bahawalpur para formar la actual provincia de Punyab.

## Gobierno provincial
Las oficinas del gobernador y del primer ministro de Punyab Occidental duraron desde el 15 de agosto de 1947 hasta el 14 de octubre de 1955. El primer gobernador fue Sir Francis Mudie con Iftikhar Hussain Khan como primer ministro en jefe. Ambas oficinas fueron abolidas en 1955, cuando se creó la provincia de Pakistán Occidental. El último gobernador de Punyab Occidental, Mushtaq Ahmad Gurmani, se convirtió en el primer gobernador de Pakistán Occidental.
| Ejercicio                                          | Gobernador de Punyab Occidental                 |
| -------------------------------------------------- | ----------------------------------------------- |
| 15 de agosto de 1947 - 2 de agosto de 1949         | Sir Frederick Mudie                             |
| 2 de agosto de 1949 - 24 de noviembre de 1951      | Sardar Abdur Rab Nishtar                        |
| 24 de noviembre de 1951 - 2 de mayo de 1953        | Ismail Ibrahim Chundrigar                       |
| 2 de mayo de 1953 - 24 de junio de 1954            | Mian Aminuddin                                  |
| 26 de septiembre de 1954 - 26 de noviembre de 1954 | Habib Ibrahim Rahmatullah                       |
| 26 de noviembre de 1954 - 14 de octubre de 1955    | Mushtaq Ahmad Gurmani                           |
| 14 de octubre de 1955                              | Disolución de la provincia de Punyab Occidental |

| Ejercicio                                  | Ministro principal de Punyab Occidental         | Partido Político       |
| ------------------------------------------ | ----------------------------------------------- | ---------------------- |
| 15 de agosto de 1947 - 25 de enero de 1949 | Iftikhar Hussain Khan                           |                        |
| 25 de enero de 1949 - 5 de abril de 1952   | Mandato del gobernador                          |                        |
| 5 de abril de 1952 - 3 de abril de 1953    | Mian Mumtaz Daultana                            | Pakistan Muslim League |
| 3 de abril de 1953 - 21 de mayo de 1955    | Mandato del gobernador                          | Pakistan Muslim League |
| 21 de mayo de 1955 - 14 de octubre de 1955 | Abdul Hamid Khan Dasti                          |                        |
| 14 de octubre de 1955                      | Disolución de la provincia de Punyab Occidental |                        |

## Uso contemporáneo
Hoy, el término Punyab Occidental se usa en Pakistán para describir toda la parte de la provincia pakistaní de Punyab excepto la región central de Lahore, mientras que en la India se usa a menudo para referirse a todo el Punyab pakistaní.